# El Pollo de Oro
El Pollo de Oro är en ort i Mexiko.   Den ligger i kommunen Nanchital de Lázaro Cárdenas del Río och delstaten Veracruz, i den sydöstra delen av landet, 500 km öster om huvudstaden Mexico City. El Pollo de Oro ligger 19 meter över havet och antalet invånare är 193.
Terrängen runt El Pollo de Oro är platt. Runt El Pollo de Oro är det ganska tätbefolkat, med 222 invånare per kvadratkilometer. Närmaste större samhälle är Coatzacoalcos, 10,9 km nordväst om El Pollo de Oro. Omgivningarna runt El Pollo de Oro är en mosaik av jordbruksmark och naturlig växtlighet.